# 우수영중학교
우수영중학교(右水營中學校)는 대한민국 전라남도 해남군 문내면 동외리에 있는 공립 중학교이다.

## 학교 연혁
- 1973년 2월 15일 : 12학급 설립인가
- 1973년 3월 9일 : 우수영중학교로 개교
- 2009년 3월 1일 : 영명중학교 → 우수영중학교 영명분교장으로 편입
- 2011년 2월 15일 : 우수영중 제36회 졸업식(31명, 총 4,859명), 우수영중영명분교장 제61회 졸업식(5명, 총 5,957명)
- 2011년 3월 1일 : 우수영중영명분교장 폐지 → 우수영중학교로 통합
- 2024년 3월 1일 : 제19대 이천호 교장 부임
- 2025년 1월 10일 : 제50회 졸업식(졸업 25명, 총 5,241명)

## 참고 자료
- 우수영중학교 - 한국교육학술정보원 학교알리미